# Friedrich Wilhelm Hennes
Friedrich Wilhelm 'Willi' Hennes (* 21. Februar 1883 in Köln; † 23. Januar 1966 in Wuppertal-Elberfeld) war ein deutscher Ingenieur und Politiker (CSVD).

## Leben und Wirken
Hennes besuchte von 1889 bis 1893 die Volksschule und dann das Gymnasium, das er nach der Obersekunda verließ. Anschließend wurde er an der königlichen höheren Maschinenbauschule zum Ingenieur ausgebildet. Danach arbeitete er von 1904 bis 1922 bei den Gasmotorenfabrik in Köln-Deutz (später Motorenfabrik Deutz) als Reiseingenieur, Erster Konstrukteur und Oberingenieur. Für dieses Werk war er auch zeitweise im Ausland tätig, so unter anderem in Nordamerika. Während des Ersten Weltkrieges konstruierte Hennes Maschinen für das Heer und die Marine.
Als Presbyter gehörte Hennes der reformierten Gemeinde Elberfeld an. Ehrenamtlich betätigte er sich beim Blauen Kreuz in Köln: 1903 übernahm er die Leitung des Chors zum Blauen Kreuze in Köln, dessen Vorstand er auch bis ins Jahr 1929 angehörte. Ab 1925 war er bei der Schriftenmission der Evangelischen Gesellschaft für Deutschland (Licht und Leben) tätig. Daneben war er Herausgeber der Zeitschrift Singet dem Herrn und Mitglied der verfassungsgebenden Kirchenversammlung der Preußischen Evangelischen Kirche.
Nach dem Krieg begann Hennes sich politisch im Christlich-Sozialen Volksdienst (ChrsV) zu engagieren. Bei der Reichstagswahl vom September 1930 wurde Hennes als Kandidat des CSVD für den Wahlkreis 20 (Düsseldorf Ost) in den Reichstag gewählt, dem er bis zu der Wahl vom Juli 1932 angehörte. Seit 1930 war er außerdem Mitglied des Provinziallandtages der Rheinprovinz.
Von 1939 bis 1962 amtierte Hennes als Vorsitzender des Evangelischen Sängerbundes und war zugleich Mitglied des Evangelischen Gnadauer Gemeinschaftsverbandes. Ferner war er Mitglied der EKD-Synode und von 1952 bis 1957 Mitglied des Diakonischen Beirates der EKD.

## Schriften
- Aus einem Leben voll Freude, 1957